# Aleksandr Chimanov
Aleksandr Chimanov est un joueur d'échecs russe né le 8 mai 1992. Grand maître international depuis 2009, il est, au 1er juin 2019, le 183e joueur mondial et le 38e joueur russe avec un classement Elo de 2 615 points.

## Carrière aux échecs
Aleksandr Chimanov a commencé à jouer aux échecs à l'âge de 7 ans ; quand il en avait 9; il était déjà champion de Saint-Pétersbourg dans sa catégorie. Il obtint le titre de maître international en 2007 et le titre de grand maître deux ans plus tard (en 2009).
Il a gagné l'édition 2011-2012 de la Rilton Cup, le plus important tournoi suédois et le championnat de Saint-Pétersbourg 2012.
En mai 2013, il finit quatorzième du championnat d'Europe individuel à Legnica avec 7,5 points sur 11. Ce résultat le qualifiait pour la Coupe du monde d'échecs 2013 à Tromsø où il bat Gawain Jones au premier tour puis perd au deuxième tour face à Gata Kamsky.
Il finit premier ex æquo du World Open de Philadelphie en 2016